# Чепель
Че́пель, Че́піль — річка в Балаклійському районі Харківської області. Права притока Сіверського Донця.

## Опис
Довжина 35 км, похил річки — 1,4 м/км. Формується з багатьох безіменних струмків та водойм. Площа басейну 265 км². Ліва притока — річка Вікнина.

## Розташування
Чепель бере початок в селі Успенське. Спочатку тече на північний схід, а потім на південний схід і на північній боці від села Протопопівки впадає у річку Сіверський Донець, праву притоку Дону. 
Населені пункти вздовж берегової смуги: Шевелівка, Гусарівка, Волобуївка, Чепіль.